# Crassibrachia brasiliensis
Crassibrachia brasiliensis är en ringmaskart som beskrevs av Southward 1968. Crassibrachia brasiliensis ingår i släktet Crassibrachia och familjen skäggmaskar. Inga underarter finns listade i Catalogue of Life.